# Diorissimo

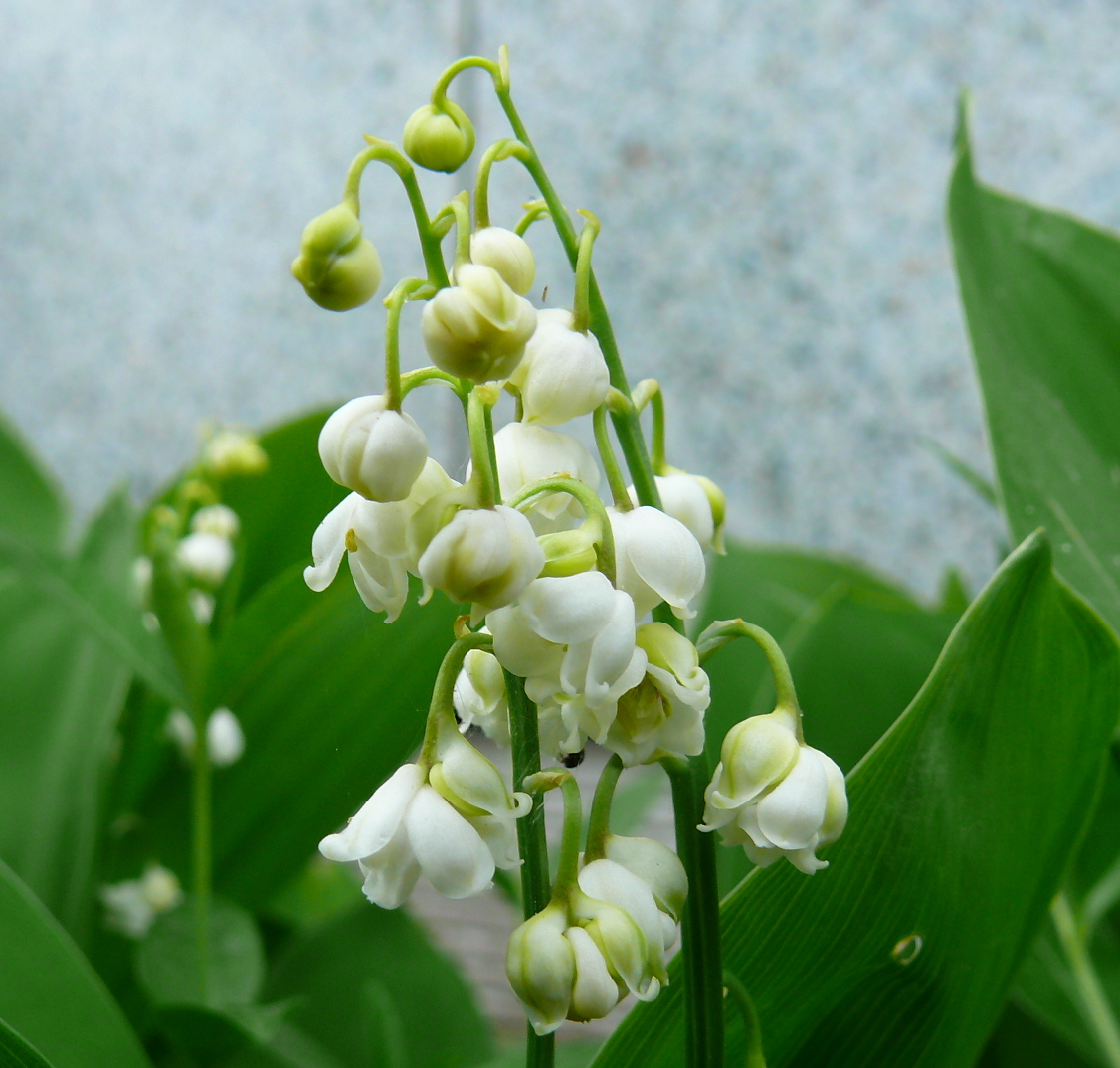
Muguet

Ne pas confondre avec la dénomination commerciale Domissimo de l'entreprise Tefal
Diorissimo est une dénomination commerciale de l'entreprise Christian Dior portée entre autres par un parfum des Parfums Christian Dior (appartenant de nos jours au groupe LVMH), des bas, des créations de Couture, d'une ligne de joaillerie, du maquillage, ainsi que des sacs à main.

## Parfum
Edmond Roudnitska, le créateur de ce parfum féminin, souhaite alors un parfum plus fleuri, moins suave que la tendance de l'époque en matière de fragrances et moins compliqué en termes de composition. L'élaboration de celui-ci débute en 1953.
En 1955, Christian Dior convie à déjeuner son associé, Serge Heftler-Louiche, son assistante, Raymonde Zehnacker, ainsi qu'Edmond Roudnitska, dans son château de la Colle Noire à Montauroux. Dans l'après-midi, de retour à Cabris, Edmond Roudnitska fait part de son idée au couturier qui lui répond « ce sera mon prochain parfum. » et décide de collaborer avec lui,.

« On imagine mal ce que représente de soins et de soucis la recherche d'un nouveau parfum, l'élaboration d'un flacon, voire d'un simple empaquetage. Ces occupations sont si absorbantes que je me sens aujourd'hui autant parfumeur que couturier. »

— Christian Dior, Christian Dior et moi
L'époque est aux renouvellements de la mode : on invente le bas sans couture, Chanel sort son tailleur en tweed. Christian Dior, après vingt-deux collections héritées du New Look, chamboule ses codes avec la ligne « H ». Le parfum sort en 1956, inspiré du muguet,,, la fleur fétiche du couturier Christian Dior,,. Ce parfum sera suivi les années suivantes de Vétiver de Carven et de Madame Rochas, fragrances d'autres grandes maisons et qui connaitront le succès eux aussi. Diorissimo est, après Miss Dior, Diorama, et Eau Fraîche le quatrième parfum commercialisé par les parfums Christian Dior. Comme Miss Dior, Diorling ou Diorama, cette appellation est une déclinaison du nom du couturier, usage fréquent après-guerre dans cette maison de parfums, qui perdurera dans les décennies suivantes avec Hydra-Dior, Dior-Dior, Dioressence et Dior Addict.
Le flacon de la toute première édition est dessiné par Christian Dior, sculpté par Chrystiane Charles, et fabriqué par Baccarat ; il surmonté d'un bouquet de fleurs dorées à l'or fin. Ce flacon sera réédité en édition limitée quarante ans plus tard. Le flacon classique est dessiné par Fernand Guéry-Colas qui avait déjà conçu le flacon de Miss Dior. Quelques années après son lancement, le parfum se verra temporairement habillé d'un flacon de couleur rouge, complétant ainsi les éditions bleue de Miss Dior et blanche de Diorama tel le drapeau de la France,. Gruau, illustrateur et ami du Couturier, réalise l'affiche : une femme, de dos, tenant un bouquet de muguet. Diorissimo rencontre immédiatement le succès, et sa légèreté marquera une évolution dans le domaine du parfum.
Le couturier meurt fin 1957: Diorissimo sera le dernier parfum commercialisé de son vivant. La société Parfums Christian Dior, qui appartient à Marcel Boussac, continue le développement des fragrances : trois ans après sa sortie, le parfum est décliné en eau de toilette,, en eau de Cologne l'année suivante, puis en « huile de bain », et « poudres de talc » à mettre après le bain. La formule sous forme d'« atomiseur parfum » de forme cylindrique apparait en 1965, suivi l'année suivante de l'« atomiseur Cologne ». Le savon est commercialisé dans la continuité, puis « L'eau de satin », déclinaisons du parfum. Suivra la « ligne pour le bain » plus tard en 1975.
Lorsque LVMH intègre les Parfums Christian Dior au sein du groupe, la formule du parfum change. En 1996, Dior commercialise un petit vaporisateur au nom du parfum et destiné à être rempli. L'Eau de parfum est créée par François Demachy, le maître parfumeur de Dior.
Les notes de tête sont: muguet, lys Saint-Jacques, jasmin, fleur d'oranger, ylang-ylang, boronia et bois de rose. Une des notes de fond est la mousse de chêne. Entre dans sa composition, entre autres, la civettone. Anaïs-Anaïs de Cacharel, Muguet de Guerlain et Le muguet, d'Annick Goutal sont également des parfums ayant le muguet comme note dominante.

## Autres
Diorissimo reste une appellation largement utilisée par l'entreprise Christian Dior, la maison de couture ayant toujours souhaité associer ses créations aux parfums : les bas, des pièces de lingerie, différentes pièces de maroquinerie, des fards de maquillage, au cours des années, porteront ce nom de marque.
Pour la collection printemps-été 1954, le couturier Christian Dior dessine une collection « ligne Muguet » où cette fleur est omniprésente : le muguet sera imprimé, brodé et caché dans les doublures en dentelles des créations. Durant le défilé, chaque mannequin en porte un brin. Une robe portera le nom de Diorissimo.
Diorissimo est le nom d'une collection temporaire de joaillerie conçue sous la responsabilité de Victoire de Castellane. Le thème du muguet est utilisé pour la création de colliers, bracelets, bagues, boucles d'oreilles…
Diorissimo est le nom donné à une collection de sacs à main existant en deux tailles et commercialisé à partir de 2012, et qui sera déclinée en 2013 en une taille inférieure.